# فويتشخ هاس
فويتشخ جيرزي هاس (بالبولندية: Wojciech Jerzy Has)(1 أبريل 1925- 3 أكتوبر 2000) هو مخرج أفلام بولندي حاصل على جائزة لجنة التحكيم من مهرجان كان عن فيلم مصحة الساعة الرملية 1973 أخرج فيلم قصير واحد و12 فيلم روائي طويل.

## النشأة والدراسات
ولد فويتشخ في كراكوف. أثناء الاحتلال الألماني لبولندا في زمن الحرب، درس في كلية كراكوف للأعمال والتجارة ثم درس في فصول سرية تحت الأرض في أكاديمية كراكوف للفنون الجميلة. عندما انتهت الحرب، ذهب للدراسة في الكلية المعاد تشكيلها أكاديمية الفنون الجميلة في كراكوف. في عام 1946، أكمل دورة دراسية مدتها عام واحد في السينما وبدأ في إنتاج أفلام تعليمية ووثائقية في استوديو وارسو للأفلام الوثائقية، وفي الخمسينيات انتقل للعمل في أكاديمية صناعة الأفلام الرائدة في بولندا، استوديو الفيلم الوطني، في وودج.

## عمله
ظهر لأول مرة في الفيلم القصير Harmony (هارمونيا، 1948)، وهو فيلم روائي متوسط الطو، وبدأ في إنتاج أفلام طويلة طويلة في عام 1957. وفي عام 1974، تم تعيينه أستاذًا في قسم الإخراج في المدرسة الوطنية للسينما في لودز. طوال حياته المهنية الطويلة والغزيرة، أخرج أفلامًا بارزة مثل مخطوطة سرقسطة والدمية ومصحة الساعة الزجاجية (المعروف أيضًا باسم الرمل).
في وقت مبكر من حياته المهنية، اكتسب سمعة كفرداني تجنب الإيحاءات السياسية في فنه. أنتج أهم أفلامه طوال الفترة التي كانت فيها مدرسة السينما البولندية في أوجها؛ ومع ذلك، فقد امتلك عمله شعورًا أسلوبيًا خاصًا به كان مستقلاً عن الموضوعات السياسية التي هيمنت على المدرسة البولندية السائدة. في كل فيلم تقريبًا سعى إلى إنشاء بيئات محكمة حيث كانت مشاكل وقصص أبطاله دائمًا ذات أهمية ثانوية للعالم الخاص الذي ابتكره والذي يتميز بتراكم الأشياء العشوائية التي شكلت كونًا مرئيًا فريدًا.
كتب الناقد البولندي ألكسندر جاكيفيتش: «لو كان فويتشخ قد أصبح رسامًا، لكان بالتأكيد سرياليًا». «كان سيعيد رسم القطع الأثرية بكل أدواتها الحقيقية ويضعها جنبًا إلى جنب بطرق غير متوقعة.»
ترتبط أعمال هاس عادةً بالرسم السريالي في النقد البولندي. ويعزز ذلك من خلال حلم المخرج الشعري واستخدامه للأشياء، والتي تعتبر أيضًا من سمات العديد من اللوحات من قبل السرياليين. قام أيضًا بإنشاء عدد من الأعمال الدرامية النفسية الحميمة خلال حياته المهنية، مثل كيف تكون محبوبًا وداعًا، والتي تركز على الأفراد المتضررين الذين يجدون صعوبة في الاستقرار في الحياة. في عمله، كان مفتونًا بالغرباء والأشخاص غير القادرين على إيجاد مكانهم في الواقع. كان هناك تياران واضحان في إنتاج هاس: أحدهما كان سينماه للتحليل النفسي، والآخر أفلامه ذات الشكل البصري، والذي استخدم فيه غالبًا فكرة الرحلة.

## الحياة اللاحقة
من عام 1987 إلى 1989، كان مديرًا فنيًا لاستوديو روندو السينمائي وعضوًا في لجنة السينما الحكومية البولندية. في 1989-1990، شغل منصب عميد قسم الإخراج في المدرسة الوطنية للسينما. في عام 1990، أصبح عميد المدرسة وظل في هذا المنصب لمدة ست سنوات. كان المدير الإداري وكبير المستشارين في ستوديو إندكس التابع للمدرسة.

## قائمة أفلامه
| ر  | إسم الفيلم                          | السنة |
| -- | ----------------------------------- | ----- |
| 1  | قصيرHarmony                         | 1948  |
| 2  | Noose                               | 1958  |
| 3  | Farewells                           | 1958  |
| 4  | One Room Tenants                    | 1960  |
| 5  | Rozstanie                           | 1961  |
| 6  | How to Be Loved                     | 1963  |
| 7  | The Saragossa Manuscript            | 1965  |
| 8  | The Codes                           | 1966  |
| 9  | The Doll                            | 1968  |
| 10 | The Hourglass Sanatorium            | 1973  |
| 11 | An Uneventful Story                 | 1983  |
| 12 | Memoirs of a Sinner                 | 1986  |
| 13 | The Tribulations of Balthazar Kober | 1988  |

## وصلات خارجية
فويتشخ هاس على imdb